# Gramática da língua gaélica escocesa
Este artigo descreve a gramática da língua gaélica escocesa.

## Visão geral da gramática

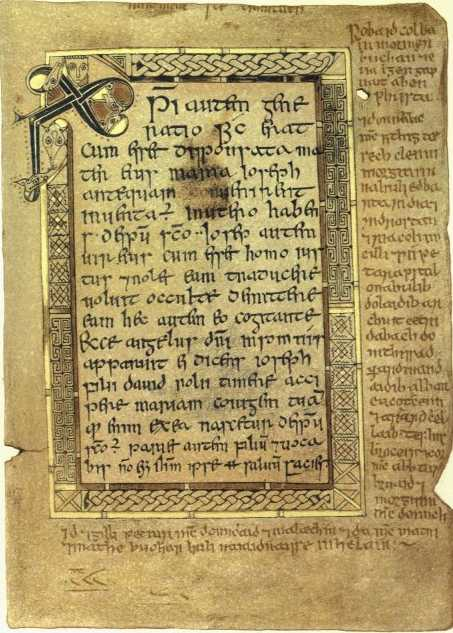
O Book of Deer, do século X, contém o mais antigo texto gaélico conhecido da Escócia, visto aqui nas margens de uma página do Evangelho de Mateus.

O gaélico compartilha com outras línguas celtas uma série de características tipológicas interessantes:
- Verbo–sujeito–objeto, ordem básica de palavras em frases simples com construções verbais não-perifrásticas, uma característica tipológica relativamente incomum entre as línguas do mundo.
- preposições conjugadas (tradicionalmente chamadas de "pronomes preposicionais"): formas complexas derivadas historicamente da fusão de uma preposição + pronome de sequência
- construções preposicionais para expressar posse e propriedade:

Tha taigh agam — "Eu tenho uma casa" (lit. "Uma casa está em mim")
Tha an cat sin le Iain - "Iain é dono daquele gato" (lit. "É o gato que com o Iain")
- pronomes enfáticos: formas enfáticas estão sistematicamente disponíveis em todas as construções pronominais.

Tha cat agadsa ach tha cù agamsa – "Você tem um gato mas eu tenho um cachorro"

### Mutações consonantais
Lenição e slenderisation (também conhecido como palatalização) desempenham um papel crucial na gramática gaélica escocesa.
A lenição (às vezes imprecisamente chamada de "aspiração"), como um processo gramatical, afeta a pronúncia de consoantes iniciais e é indicada ortograficamente pela adição de um h:
- caileag → chaileag "garota"
- beag → bheag "pequeno"
- faca → fhaca "visto"
- snog → shnog "legal"

A Lenição não é indicada por escrito para palavras que começam com l, n ou r. Também não afeta palavras que começam com uma vogal ou com sg, sm, sp ou st. Na maioria dos casos, a lenição é causada pela presença de determinadas palavras-gatilho à esquerda (certos determinantes, advérbios, preposições e outras palavras de função). Neste artigo, o efeito lenitivo de tais palavras é indicado, quando relevante, pelo sobrescrito "+L" (por exemplo: glé+L "muito").
Slenderisation, por outro lado, é uma mudança na pronúncia da consoante final de uma palavra, e é tipicamente indicada pela adição de um i:
- facal → facail "palavra"
- balach → balaich "garoto"
- òran → òrain "canção"
- ùrlar → ùrlair "chão"

Em muitos casos, a slenderisation acompanha mudanças mais complexas na sílaba final da palavra:
- cailleach → caillich "mulher idosa"
- ceòl → ciùil "música"
- fiadh → fèidh "veado"
- cas → cois "pé"

Slenderisation não tem efeito sobre palavras que terminam em uma vogal (por exemplo: bàta "barco"), ou palavras cuja consoante final já é delgada (por exemplo: sràid "rua").
A maioria dos casos de slenderisation pode ser explicada historicamente como a influência palatalizante de uma vogal frontal seguinte (como -i) em estágios anteriores da linguagem. Embora esta vogal tenha desaparecido, seus efeitos sobre a consoante precedente ainda são preservados. Da mesma forma, a lenição de consoantes iniciais foi originalmente desencadeada pela vogal final da palavra anterior, mas em muitos casos, esta vogal não está mais presente na linguagem moderna..
Muitas consoantes finais da palavra também desapareceram na evolução do gaélico escocês, e alguns traços delas podem ser observados na forma de consoantes protéticas ou de ligação (n-, h-, t-, etc.) que aparecem em algumas combinações sintáticas, por exemplo, depois de alguns determinantes.

## Substantivos

### Gênero e número
Os substantivos e pronomes gaélicos pertencem a um dos dois gêneros gramaticais: masculino ou feminino. Substantivos com gênero neutro no gaélico antigo foram redistribuídos entre o masculino e o feminino.
O gênero de um pequeno número de substantivos difere entre os dialetos. Um grupo muito pequeno de substantivos tem padrões de declínio que sugerem características mistas de gênero. Os substantivos estrangeiros que são empréstimos recentes acabam caindo em uma terceira classe de gênero, se considerados em termos de seu padrão de declínio. É discutível que o gênero feminino está sob pressão e que o sistema pode estar se simplificando com os paradigmas femininos incorporando alguns padrões tipicamente masculinos.
Substantivos têm três números gramaticais: singular, dual e plural. Formas duplas de substantivos só são encontradas após o numeral dà (dois), onde eles são obrigatórios. A forma dual é idêntica em forma ao singular dativo; dependendo da classe do substantivo, o dual é, portanto, o mesmo na forma do singular comum (os substantivos nominativos-acusativos, classe 1, classe 3 e classe 4), ou tem uma consoante final palatalizada nos substantivos de Classe 2 e Classe 5. Plurais são formados de várias maneiras, incluindo a sufixação (geralmente envolvendo o sufixo -(e)an) e slenderisation. A pluralização, como em gaélico irlandês e em Manx, pode variar de acordo com a classe de substantivo, contudo no todo depende do som final da forma singular.
| Classe do substantivo | Eisimpleirean - Exemplos               | Eisimpleirean - Exemplos                                    |
| --------------------- | -------------------------------------- | ----------------------------------------------------------- |
| Classe 1              | aon òran, dà òran, trì òrain           | "uma canção (sg.), duas canções (dual), três canções(pl.)"  |
| Classe 2              | aon uinneag, dà uinneig, trì uinneagan | "uma janela (sg.), duas janelas (dual), três janelas (pl.)" |
| Classe 3              | aon ghuth, dà ghuth, trì guthan        | "uma voz (sg.), duas vozes (dual), três vozes (pl.)"        |
| Classe 4              | aon bhàta, dà bhàta, trì bàtaichean    | "um barco (sg.), dois barcos (dual), três barcos (pl.)"     |
| Classe 5              | aon chara, dà charaid, trì càirdean    | "um amigo (sg.), dois amigos (dual), três amigos (pl.)"     |

### Casos
Substantivos e pronomes em gaélico têm quatro casos: nominativo, vocativo, genitivo e dativo (ou proposicional). Não há forma de caso acusativa distinta; o nominativo é usado para sujeitos e objetos. Os substantivos podem ser classificados em várias classes principais de declínio, com um pequeno número de substantivos caindo em pequenos padrões ou paradigmas irregulares. Os formulários de caso podem ser relacionados ao formulário básico por sufixação, lenição, slenderisation ou uma combinação de tais alterações.

#### Preposicional ou dativa
Os substantivos no caso dativo só ocorrem depois de uma preposição e nunca, por exemplo, como o objeto indireto de um verbo.

#### Vocativo
Substantivos no caso vocativo são introduzidos pela partícula a+L, que lenita uma consoante seguinte, e é elidida (e geralmente não escrita) antes de uma vogal. A forma vocativa dos substantivos do singular feminino é idêntica à nominativa; Além disso, substantivos masculinos no singular são delatados no vocativo.
- feminino:
  - Màiri → a Mhàiri
  - Anna → (a) Anna
- masculino:
  - Seumas → a Sheumais
  - Aonghas → (a) Aonghais

#### Genitivo
Na construção genitiva, o genitivo segue a palavra que governa (taigh m' athar casa meu pai (genitivo) "a casa do meu pai".

### Indefinido e definido
O gaélico não tem artigo indefinido. Cù pode significar "cão" ou "um cão", e coin pode significar "cães" ou "alguns cães".
O artigo definido é discutido abaixo na íntegra em artigos. Um substantivo ou frase nominal é considerado definitivo se preencher um dos seguintes critérios.
- É um nome próprio
  - Màiri "Mary"
  - Inbhir Nis "Inverness"
  - Alba "Escócia"
- É precedido por um artigo
  - an cù "o cachorro"
  - na h-aibhnichean "os rios"
- É precedido por um determinante possessivo
  - mo cheann "minha cabeça"
  - àirde mo chinn "no topo da minha voz"

## Pronomes

### Pronomes pessoais
O gaélico tem pronomes pessoais singulares e plurais (ou seja, sem formas duplas). O gênero é distinguido apenas na terceira pessoa do singular. Uma distinção T-V é encontrada na 2ª pessoa, com a forma plural sibh usada também como um singular educado.
|          |    |            | Simplidh Simples | Enfático   | Português   |
| Singular | 1ª | 1ª         | mi               | mise       | "eu, meu"   |
| Singular | 2ª | Familiar   | thu tu           | thusa tusa | "tu, teu"   |
| Singular | 2ª | Respeitoso | sibh             | sibhse     | "você"      |
| Singular | 3ª | Masculino  | e                | esan       | "ele"       |
| Singular | 3ª | Feminino   | i                | ise        | "ela"       |
| Plural   | 1ª | 1ª         | sinn             | sinne      | "nós, nos"  |
| Plural   | 2ª | 2ª         | sibh             | sibhse     | "vocês/vós" |
| Plural   | 3ª | 3ª         | iad              | iadsan     | "eles"      |

Na maioria dos casos, a forma clássica do gaélico lenizada de tu , por exemplo, thu, tornou-se generalizado. Tu é retido em construções onde é precedido por um ex-dentário ou -s:
Is tu a rinn a' mhocheirigh! "Tu és um madrugador!"
Bu tu an gaisgeach! "Que herói tu eras!" (Em gaélico mais antigo, bu era escrito e pronunciado budh)
Mun abradh tu “deas-dé.” "Antes que tu tivesses tempo de dizer uma única palavra."

#### Pronomes pessoais enfáticos
Os pronomes enfáticos são usados para expressar ênfase ou contraste:
- Tha i bòidheach — "Ela é linda"
- Tha ise bòidheach — "Ela é linda (ao contrário de outra pessoa)"

Formas enfáticas são encontradas em todas as construções pronominais:
- an taigh aicese — "a casa dela"
- chuirinn-sa — "eu colocaria"
- na mo bheachd-sa — "na minha opinião"

## Adjetivos
Adjetivos em flexão gaélica segundo gênero e caso no singular. No plural, uma única forma é usada para ambos os gêneros masculino e feminino, em todos os casos (embora possa ser lenizado dependendo do contexto).
Adjetivos normalmente seguem o substantivo que eles modificam e concordam com isso em gênero, número e caso. Além disso, no substantivo dativo dos substantivos masculinos, o efeito lenitivo de um artigo definido precedente pode ser visto tanto no substantivo quanto no seguinte adjetivo:
- (air) breac mòr – "(em) uma grande truta"
- (air) a' bhreac mhòr – "(n)a grande truta"

Um pequeno número de adjetivos precede o substantivo e geralmente causa a lenição. Por exemplo:
- seann chù – "cachorro velho"
- droch shìde – "mau tempo"
- deagh thidsear – "bom professor"

## Determinantes

### Determinantes possessivos
O gaélico usa determinantes possessivos (correspondentes ao meu, seu, deles, etc.) diferentemente do inglês. Em gaélico, os determinantes possessivos são usados principalmente para indicar possessão inalienável, por exemplo, para partes do corpo ou membros da família.
Como indicado na tabela a seguir, alguns determinantes possessivos atenuam a seguinte palavra. Antes de uma palavra que começa com uma vogal, alguns dos determinantes tem formas elisadas, ou requerem uma consoante ligante.
|          |    |            | antes da consoante | antes da vogal | eisimpleirean - exemplos | eisimpleirean - exemplos |
| Singular | 1ª | 1ª         | mo+L               | m'             | mo mhàthair, m' athair   | "minha mãe", "meu pai"   |
| Singular | 2ª | Familiar   | do+L               | d' (ou t')     | do mhàthair, d' athair   | "tua mãe", "teu pai"     |
| Singular | 2ª | Respeitoso | ur                 | ur n-          | ur màthair, ur n-athair  | "sua mãe", "seu pai"     |
| Singular | 3ª | Masculino  | a+L                | a              | a mhàthair, (a) athair   | "mãe dele", "pai dele"   |
| Singular | 3ª | Feminino   | a                  | a h-           | a màthair, a h-athair    | "mãe dela", "pai dela"   |
| Plural   | 1ª | 1ª         | ar                 | ar n-          | ar màthair, ar n-athair  | "nossa mãe", "nosso pai" |
| Plural   | 2ª | 2ª         | ur                 | ur n-          | ur màthair, ur n-athair  | "vossa mãe", "vosso pai" |
| Plural   | 3ª | 3ª         | an/am              | an             | am màthair, an athair    | "mãe deles", "pai deles" |

O terceiro plural possessivo toma a forma am antes das palavras que começam com uma consoante labial: b, p, f, ou m.
Como discutido acima, as consoantes ligantes n- e h- refletem a presença de uma consoante final que desapareceu em outros contextos. Ar e ur são derivados de formas plurais genitivas que originalmente terminaram em uma forma nasal.O singular feminino deriva de uma forma que termina em final -s, cujo único traço é agora a prefixação de h- a uma vogal seguinte.
Para se referir a posse não permanente, usa-se a preposição aig, como descrito acima:
- am faclair aice – dicionário dela (lit. o dicionário nela)
- an leabhar aca – livro deles (lit. o livro neles)

#### Sufixos enfáticos com determinantes possessivos
Sufixos enfáticos são usados com determinantes possessivos, e outras partes do discurso, para dar poder enfático ou contrastante. Eles são usados após substantivos precedidos por pronomes possessivos para enfatizar o elemento pronominal. Observe que -sa substitui -se na primeira pessoa do singular em comparação com os sufixos pronômicos enfáticos acima.
|          |    |            | determinante possessivo | + substantivo + sufixo | eisimpleirean - exemplos | eisimpleirean - exemplos |
| Singular | 1ª | 1ª         | mo+L ou m               | {substantivo}-sa       | mo làmh-sa               | "minha mão"              |
| Singular | 2ª | Familiar   | do+L ou d (ou t)        | {substantivo}-sa       | do cheann-sa             | "sua cabeça"             |
| Singular | 2ª | Respeitoso | ur ou ur n-             | {substantivo}-se       | ur n-aodann-se           | "seu rosto"              |
| Singular | 3ª | Masculino  | a+L ou a                | {substantivo}-san      | a uileann-san            | "cotovelo dele"          |
| Singular | 3ª | Feminino   | a ou a h-               | {substantivo}-se       | a co-ogha-se             | "primo dele"             |
| Plural   | 1ª | 1ª         | ar ou ar n-             | {substantivo}-ne       | ar n-ogha-ne             | "nosso neto"             |
| Plural   | 2ª | 2ª         | ur ou ur n-             | {substantivo}-se       | ur teaghlach-se          | "sua família"            |
| Plural   | 3ª | 3ª         | an / am                 | {substantivo}-san      | am baile-san             | "cidade deles"           |

### Artigos
O gaélico tem um artigo definido, mas nenhum artigo indefinido:
an taigh — a casa, taigh — (uma) casa
O artigo singular é frequentemente usado para designar um conjunto inteiro.
- am bradan - "salmão"
- an t-each - "cavalos"
- am feur - "grama"

Substantivos abstratos consistentemente pegam o artigo singular:
- an aois - "idade"
- an sgìos - "cansaço"
- am blàs - "calor"

A forma do artigo (definido) depende do número, gênero, caso do substantivo. A tabela a seguir mostra o paradigma básico, usado quando não há assimilação para os sons iniciais da seguinte palavra.
|           | Singular | Singular | Plural |
| Masculino | Feminino |          | Plural |
| Nom.      | AN       | AN +L    | NA     |
| Dat.      | AN +L    | AN +L    | NA     |
| Gen.      | AN +L    | NA       | NAN    |

O sobrescrito"+L" indica que a seguinte palavra é lenizada. A realização real dos formulários capitalizados no paradigma acima depende do som inicial da seguinte palavra, conforme explicado nas seguintes tabelas:
| (usado em: masc. sing. nom.) |       |                     |
| AN                           | an t- | antes da vogal      |
| AN                           | am    | antes de b, f, m, p |
| AN                           | an    | em outro lugar      |

| (usado em: fem. sing. nom. & dat., masc. sing. dat. & gen.) |       |                                                                |
| AN +L                                                       | a' +L | antes de b, c, g, m, p                                         |
| AN +L                                                       | an +L | antes de f                                                     |
| AN +L                                                       | an t- | antes de s + vogal, sl, sn, sr                                 |
| AN +L                                                       | an    | em outro lugar (antes de d, n, t, l, r, sg, sm, sp, st, vogal) |

| (usado em: fem. sing. gen., plural nom. & dat.) |       |                    |
| NA                                              | na    | antes de consoante |
| NA                                              | na h- | antes de vogal     |

| (usado em: plural gen.) |     |                     |
| NAN                     | nam | antes de b, f, m, p |
| NAN                     | nan | em outro lugar      |

Colocando todas essas variantes juntas em uma tabela:
| Artigo definido | Masculino        | Masculino     | Masculino  | Masculino                      | Masculino                              | Masculino      | Masculino             |  | Feminino         | Feminino      | Feminino   | Feminino                       | Feminino                               | Feminino       | Feminino              |
| --------------- | ---------------- | ------------- | ---------- | ------------------------------ | -------------------------------------- | -------------- | --------------------- |  | ---------------- | ------------- | ---------- | ------------------------------ | -------------------------------------- | -------------- | --------------------- |
| Artigo definido | Antes de b, m, p | Antes de c, g | Antes de f | Antes de s + vogal, sl, sn, sr | Antes de d, n, t, l, r, sg, sm, sp, st | Antes de vogal | Antes de todo o resto |  | Antes de b, m, p | Antes de c, g | Antes de f | Antes de s + vogal, sl, sn, sr | Antes de d, n, t, l, r, sg, sm, sp, st | Antes de vogal | Antes de todo o resto |
| Nom.            |                  |               |            |                                |                                        |                |                       |  |                  |               |            |                                |                                        |                |                       |
| Singular        | am               | an            | am         | an                             | an                                     | an t-          | an                    |  | a' +L            | a' +L         | an +L      | an t-                          | an                                     | an             | an +L                 |
| Plural          | na               | na            | na         | na                             | na                                     | na             | na                    |  | na               | na            | na         | na                             | na                                     | na h-          | na                    |
| Dat.            |                  |               |            |                                |                                        |                |                       |  |                  |               |            |                                |                                        |                |                       |
| Singular        | a' +L            | a' +L         | an +L      | an t-                          | an                                     | an             | an +L                 |  | a' +L            | a' +L         | an +L      | an t-                          | an                                     | an             | an +L                 |
| Plural          | na               | na            | na         | na                             | na                                     | na             | na                    |  | na               | na            | na         | na                             | na                                     | na h-          | na                    |
| Gen.            |                  |               |            |                                |                                        |                |                       |  |                  |               |            |                                |                                        |                |                       |
| Singular        | a' +L            | a' +L         | an +L      | an t-                          | an                                     | an             | an +L                 |  | na               | na            | na         | na                             | na                                     | na h-          | na                    |
| Plural          | nam              | nan           | nam        | nan                            | nan                                    | nan            | nan                   |  | nam              | nan           | nam        | nan                            | nan                                    | nan            | nan                   |

As formas do artigo definido remontam a uma linha celta comum *sindo-, sindā-. A inicial s, já perdeu no período do irlandês antigo, ainda é preservado nas formas de algumas preposições. O original d pode ser visto na forma um t-, e o efeito lenitivo da forma an+L é um traço de uma vogal final perdida. A forma na h- reflete um final -s original.

## Paradigmas de exemplo
Os exemplos a seguir ilustram vários padrões nominais de declínio e mostram como o artigo definido se combina com diferentes tipos de substantivos.

### Paradigmas de substantivos masculinos
| começa com [ c, g ]: |          |         |
| cat "gato"           | Sing.    | Plural  |
| Nom.                 | an cat   | na cait |
| Dat.                 | a' chat  | na cait |
| Gen.                 | a' chait | nan cat |
| Voc.                 | a chait  | a chata |

| começa com [ b, m, p ]: |             |            |
| balach "garoto"         | Sing.       | Plural     |
| Nom.                    | am balach   | na balaich |
| Dat.                    | a' bhalach  | na balaich |
| Gen.                    | a' bhalaich | nam balach |
| Voc.                    | a bhalaich  | a bhalacha |

| começa com uma vogal: |           |            |
| òran "canção"         | Sing.     | Plural     |
| Nom.                  | an t-òran | na h-òrain |
| Dat.                  | an òran   | na h-òrain |
| Gen.                  | an òrain  | nan òran   |
| Voc.                  | 'òrain    | òrana      |

| começa com [ d, n, t, l, r ]: |         |           |
| rud "coisa"                   | Sing.   | Plural    |
| Nom.                          | an rud  | na rudan  |
| Dat.                          | an rud  | na rudan  |
| Gen.                          | an ruid | nan rudan |
| Voc.                          | a ruid  | a ruda    |

| começa com [ f ]: |           |           |
| fiadh "veado"     | Sing.     | Plural    |
| Nom.              | am fiadh  | na fèidh  |
| Dat.              | an fhiadh | na fèidh  |
| Gen.              | an fhèidh | nam fiadh |
| Voc.              | fhèidh    | 'fhiadha  |

| começa com [ s, sl, sn, sr ]: |              |                  |
| seòmar "sala"                 | Sing.        | Plural           |
| Nom.                          | an seòmar    | na seòmraichean  |
| Dat.                          | an t-seòmar  | na seòmraichean  |
| Gen.                          | an t-seòmair | nan seòmraichean |
| Voc.                          | a sheòmair   | a sheòmraiche    |

### Paradigmas de substantivos femininos
| começa com [ c, g ]: |               |               |
| caileag "garota"     | Sing.         | Plural        |
| Nom.                 | a' chaileag   | na caileagan  |
| Dat.                 | a' chaileig   | na caileagan  |
| Gen.                 | na caileig(e) | nan caileagan |

| começa com [ b, m, p ]: |          |              |
| pìob "cano"             | Sing.    | Plural       |
| Nom.                    | a' phìob | na pìoban    |
| Dat.                    | a' phìob | na pìoban    |
| Gen.                    | na pìoba | nam pìob(an) |

| começa com uma vogal: |             |                  |
| abhainn "rio"         | Sing.       | Plural           |
| Nom.                  | an abhainn  | na h-aibhnichean |
| Dat.                  | an abhainn  | na h-aibhnichean |
| Gen.                  | na h-aibhne | nan aibhnichean  |

| começa com [ d, n, t, l, r ]: |          |              |
| lèine "camisa"                | Sing.    | Plural       |
| Nom.                          | an lèine | na lèintean  |
| Dat.                          | an lèine | na lèintean  |
| Gen.                          | na lèine | nan lèintean |

| começa com [ f ]:  |              |              |
| fidheall "violino" | Sing.        | Plural       |
| Nom.               | an fhidheall | na fidhlean  |
| Dat.               | an fhidheall | na fidhlean  |
| Gen.               | na fidhle    | nam fidhlean |

| começa com [ s, sl, sn, sr ]: |            |                |
| sràid "rua"                   | Sing.      | Plural         |
| Nom.                          | an t-sràid | na sràidean    |
| Dat.                          | an t-sràid | na sràidean    |
| Gen.                          | na sràide  | nan sràid(ean) |

## Verbos
Construções verbais podem fazer uso de formas verbais sintéticas que são marcadas para indicar pessoa (o número de tais formas é limitado), tempo, humor e voz (ativa, impessoal / passiva). O gaélico tem muito poucos verbos irregulares, paradigmas conjugacionais sendo notavelmente consistentes para duas classes de verbos, com os dois verbos copulares ou "ser" sendo os mais irregulares. No paradigma do verbo, a maioria das formas verbais não são marcadas pela pessoa e são necessários pronomes independentes como em inglês, norueguês e outras línguas. Juntamente com construções envolvendo formas verbais sintéticas, as construções aspectuais analíticas (ou perifrásticas) são extremamente usadas e em muitos casos são obrigatórias (comparar as construções verbais inglesas "be + -ing" e espanholas "estar + -Vndo"). Essas estruturas transmitem o tempo, aspecto e modalidade, muitas vezes em formas fundidas.
"Substantivos verbais" desempenham um papel crucial no sistema verbal, sendo usados em construções verbais perifrásticas precedidas por uma preposição onde eles atuam como o verbo senso, e um verbo estativo transmite informação de tempo, aspecto e humor, em um padrão que é familiar a outras línguas indo-europeias. Substantivos verbais são substantivos verdadeiros em morfologia e propriedades inerentes, tendo gênero, caso e sua ocorrência no que são frases preposicionais, e em que substantivos não-verbais também são encontrados. Os substantivos verbais carregam a força semântica e sintática verbal em tais construções verbais centrais como resultado de seu conteúdo de significado, assim como outros substantivos encontrados em tais construções, tais como tha e 'na thosd "ele é quieto, ele fica em silêncio", literalmente "ele está em seu silêncio", que espelha o uso estativo encontrado em tha e 'na shuidhe "ele está sentado, ele senta", literalmente "ele está em seu assento". Isso é semelhante a palavras como "bed" em inglês e "letto" em italiano quando usadas em frases preposicionais como "in bed" e "a letto" "na cama", onde "cama" e "letto" expressam um estativo significado. O substantivo verbal abrange muitas das mesmas noções de infinitivos, gerúndios e particípios presentes em outras línguas indo-europeias.
As gramáticas tradicionais usam os termos "passado", "tempo futuro", "condicional", "imperativo" e "subjuntivo" na descrição das cinco formas verbais gaélicas escocesas centrais; no entanto, textos linguísticos acadêmicos modernos rejeitam tais termos emprestados de descrições gramaticais tradicionais baseadas nos conceitos de gramática latina. Em um sentido geral, o sistema verbal é similar àquele encontrado em irlandês, a principal diferença sendo a perda do presente simples, sendo substituída pelas formas perifrásticas mencionadas acima. Essas formas perifrásticas em irlandês mantiveram seu uso de mostrar um aspecto contínuo. O sistema de aspecto tenso do gaélico é mal estudado; Macaulay (1992) fornece um relato razoavelmente abrangente.

### Verbos de cópula
O número de verbos copulares e sua função exata em gaélico é um tópico de contenção entre os pesquisadores. Há uma certa quantidade de variação nas fontes, tornando difícil chegar a uma conclusão definitiva sobre certos aspectos dos verbos copulares. No entanto, há algumas informações que aparecem de forma consistente em todas essas fontes, as quais discutiremos nesta seção.
Bi: atribui uma propriedade a um substantivo ou pronome; seu complemento é tipicamente uma descrição que expressa posição, estado, característica não permanente.
| Presente independente                    | tha           |
| Presente relativo                        | a tha         |
| Presente dependente                      | bheil, eil    |
| Presente imperfeito, futuro independente | bidh, bithidh |
| Presente imperfeito, futuro dependente   | bi            |
| Pretérito perfeito independente          | bha           |
| Pretérito perfeito dependente            | robh          |
| Pretérito imperfeito                     | bhiodh        |

Is: Historicamente chamado de verbo “copula”, pode ser usado em construções com complementos nominais e complementos adjetivos. Ele também tem a função adicional de “topicalização”, um termo que significa que um certo elemento de uma sentença está sendo enfatizado como o tópico de interesse.
| Presente independente | is |
| Presente relativo     | as |
| Presente dependente   | bu |
| Pretérito             | bu |

Is:
Em inglês, itálico (para texto) e estresse (para fala) são usados para enfatizar diferentes elementos de uma sentença; Também é possível alterar a ordem das palavras para colocar o elemento enfatizado primeiro. O gaélico escocês, no entanto, não usa o estresse e muito raramente usa mudanças de ordem de palavras para criar ênfase. Em vez disso, ele usa a topicalização, por exemplo, quando “uma sentença com o verbo é seguida pelo elemento topicalizado” (MacAulay, 189). Isso equivale ao dispositivo frontal inglês "it is X that ...":
Exemplos (de MacAulay, páginas 189-190):
1- O sujeito é enfatizado
```
    
Is e Iain a thug an leabhar do Anna an dè

    "
Foi Iain quem deu o livro a Anna ontem.
"
```

2- O objeto direto é enfatizado
```
    
Is e an leabhar a thug Iain do Anna an dè

    "
É o livro que Iain deu a Anna ontem.
"
```

3- O objeto indireto é enfatizado
```
    
Is ann do Anna a thug Iain an leabhar an dè

    "
Foi para Anna que Iain deu o livro ontem.
"
```

4- O adjunto é enfatizado
```
    
Is ann an dè a thug Iain an leabhar do Anna

    "
Foi ontem que Iain deu o livro para Anna.
"
```

5-O complemento é enfatizado (para frases aspectuais)
```
    
Is ann a’ toirt an leabhair do Anna a bha Iain

   *"
Era dando o livro a Anna que Iain estava.
"
```

O uso de frontis de is é parte de sua função geral de atribuir descrições a um complemento. Mais comumente, você verá complementos classificatórios ou adjetivos, como mostrado abaixo:
(a)
```
    
Is duine Iain

    é  homem Iain
    "
Ian é um homem.
"
```

(b)
```
    
Is math sin!

    é  bom  aquilo
    "
Aquilo é bom!
"
[
10
]
```

Bi:
Historicamente chamado de verbo “substantivo”, tha (o presente indicativo independente da terceira pessoa do singular de bi) pode ser usado em construções com complementos adjetivos, predicados locativos e em sentenças marcadas aspectualmente (MacAulay, página 180).
Exemplos (MacAulay, página 178):
(c) complemento adjetivo
```
    
Tha an  càr mòr

    é   o carro grande
    "
O carro é grande.
"
```

(d) locativo
```
    
Tha an  càr air an  rathad

   está o carro na  a   rua
    "
O carro está na rua.
"
```

(e) aspectualmente marcado
```
    
Tha an  càr a’ siubhal

   está o carro em viajando
    "
O carro está em uma viagem.
"
```

Também é possível usar tha para descrever um substantivo ou pronome com um complemento nominal usando um pronome incorporado (MacAulay, página 179):
(f) Exemplo com tha
```
    
Tha Iain 'na shaighdear

    "
Iain é um soldado.
"
```

(g) Exemplo com is
```
    
Is saighdear Iain

    "
Ian é um soldado.
"
```

Os dois usos carregam um contraste semântico. Is mostra um estado permanente, enquanto tha mostra que o estado de ser um soldado é temporário de uma forma ou de outra. Muitas vezes a construção é usada quando alguém acaba de se tornar um soldado, por exemplo, enquanto o is mostra que ser soldado faz parte da persona de Ian.
Observe que o exemplo usando is exibe um desvio da ordem típica das palavras VSO. Em gaélico clássico, is incorpora o sujeito (terceira pessoa do singular), o substantivo ou adjetivo que se segue está no nominativo, e o segundo substantivo / pronome é objetivo no caso. Em Gaélico Moderno, isto foi reanalisado como V - Tópico / Complemento - S, ou V - S - S, uma "construção nominativa dupla", por assim dizer. Descrições baseadas no latim, no entanto, assumem a primeira análise.O exemplo tha mantém a ordem das palavras VSO / VSC, onde o complemento é uma frase preposicional que indica em que estado o sujeito se encontra (no estado de ser soldado); comparando tha e 'na shuidhe e tha e 'na thosd acima.
A diferença entre tha e is é que tha descreve estados psicologicamente temporários:
tha mi sgìth – "estou cansado"
tha an duine reamhair – "o homem é gordo"
Is, por outro lado, descreve condições mais permanentes - isto é, estados de ser que são intrínsecos e / ou não vistos como tendo um fim assumido:
is beag an taigh e – "é uma casa pequena"
is Albannach mi - "Eu sou escocês"
No último exemplo, por exemplo, se alguém se tornasse um cidadão escocês, a frase seria Tha mi 'nam Albannach anise "Eu sou escocês agora".

### Formas verbais, tensas e de aspecto
Tenso e aspecto são marcados em gaélico de várias maneiras.
O tempo presente é formado pelo uso do verbo "tha" e a forma do substantivo verbal (ou particípio) do verbo principal. A construção, ao contrário do gaélico irlandês, é neutra em relação ao aspecto. Além disso, o tempo e a marcação do aspecto são muito semelhantes nos dois idiomas.
Tha mi a' bruidhinn. – "eu estou falando" ou "eu falo" (lit. "Eu estou no falando")
O passado perfeito em verbos regulares é indicado pela lenição da consoante inicial e d'/dh' em adição com verbos que começam com uma vogal ou "f" (do é a forma subjacente em todos os casos):
bruidhinn [ˈpri.ɪɲ] "falar" : bhruidhinn mi [ˈvri.ɪɲ mi] "eu falei"
òl [ɔːl̪ˠ] "beber" : dh'òl mi [ɣɔːl̪ˠ mi] "eu bebi"
fuirich [furʲɪç] "espere, fique" : dh'fhuirich mi [ɣurʲɪç mi] "eu esperei/fiquei"
O gaélico tem inflexão de verbo para indicar o presente imperfeito ou o tempo futuro:
bruidhnnidh mi – "eu falo", "eu falarei", "Eu falo (às vezes/ocasionalmente/frequentemente)".
O contínuo habitual e futuro contínuo é expresso usando o verbo habitual bi:
Bidh mi a' bruidhinn – "Eu falo (regularmente)", "Eu vou estar falando", "Estou falando como um hábito normal", etc.
Como em outras línguas celtas, o gaélico escocês expressa modalidade e verbos-psíquicos (como "gostar", "preferir", "poder", "administrar", "deve" / "tem que", "fazer" = " obrigar a") por construções perifrásticas envolvendo vários adjetivos, frases preposicionais e a cópula ou outro verbo, alguns dos quais envolvem padrões sintáticos altamente incomuns quando comparados ao inglês.

## Preposições e palavras semelhantes
Preposições em gaélico governam o caso dativo (preposicional). Existem também algumas formas de palavras semelhantes a preposições, seguidas de nominativas ou genitivas. Na gramática "tradicional" de latim e inglês, também são chamadas de preposições.
- com dativa:
  - air "em"
  - aig "no/na/às"
  - anns/ann an "em"
  - le(is) "com"
  - ri(s) "para"
- com nominativa:
  - eadar "entre"
  - gu(s) "até"
  - mar "como"
  - gun "sem"

Estas são palavras que têm origens sem preposição. Note que em alguns dialetos, gu(s) leva o dativo dos substantivos, mas não dos pronomes.
- com genitivo:
  - tarsainn "através"
  - ré "durante"
  - chun "em direção"
  - trìd "através"
  - timcheall "em torno"

Estes são nominais que podem ser traduzidos por preposições portuguesas, mas que em gaélico têm origem substantiva, daí o uso do genitivo.
  - tarsainn é a parte inferior da porta.
  - ré é "período de tempo".
  - chun é do mais velho do chum "para (o) propósito, razão".
  - trìdé uma nominalização da preposição gaélica clássica trí "através" (em gaélico agora pronunciado e escrito tro entre outras variantes).
  - timcheall refers to thr surroundings.

Todas as chamadas "preposições compostas" consistem em uma simples preposição e um substantivo, e, portanto, a palavra a que elas se referem está no caso genitivo:
- ri taobh a' bhalaich – "ao lado do garoto" (lit. "pelo lado do garoto")

Algumas preposições têm formas diferentes (terminando em -s ou -n) quando seguidas pelo artigo. No caso de -s, isto é da inicial original s- do artigo definido (Irlandês antigo sin, in), enquanto que -n está em causa, esta é uma extensão de preposições que terminam em -n, como Gaélico Clássico i/a "em", antes vogais in/an (No gaélico moderno an e am tornaram-se os formas padrão, exceto em frases como a-mach "para fora"):
- le Iain, leis a' mhinistear – "com o Iain, com o ministro"
- fo bhròn, fon a' bhòrd – "Sob tristeza, debaixo da mesa"

### Preposições infligidas com pronomes pessoais
Preposições que marcam o dativo tomam as formas dativas conjugadas dos pronomes pessoais, assim *aig mi "em mim" e *le iad "com eles" estão incorretos. Tais preposições têm formas conjugadas, como verbos. A tabela a seguir apresenta alguns paradigmas comumente usados.
| +      | +             | mi "eu" | thu "tu, sg. fam." | sibh "você, sg. respect." | e "ele" | i "ela" | sinn "nós" | sibh "vocês/vós, pl." | iad "eles" |
| aig    | "no/na/às"    | agam    | agad               | agaibh                    | aige    | aice    | againn     | agaibh                | aca        |
| air    | "em"          | orm     | ort                | oirbh                     | air     | oirre   | oirnn      | oirbh                 | orra       |
| le     | "com"         | leam    | leat               | leibh                     | leis    | leatha  | leinn      | leibh                 | leotha     |
| ann an | "em (dentro)" | annam   | annad              | annaibh                   | ann     | innte   | annainn    | annaibh               | annta      |
| do     | "para"        | dhomh   | dhut               | dhuibh                    | dha     | dhi     | dhuinn     | dhuibh                | dhaibh     |

#### Formas enfáticas
Como os pronomes pessoais, as preposições flexionadas têm formas enfáticas derivadas adicionando os seguintes sufixos:
| +      | +             | sa      | sa      | se        | san     | se       | e        | se        | san       |
| aig    | "no/na/às"    | agamsa  | agadsa  | agaibhse  | aigesan | aicese   | againne  | agaibhse  | acasan    |
| air    | "em"          | ormsa   | ortsa   | oirbhse   | airsan  | oirrese  | oirnne   | oirbhse   | orrasan   |
| le     | "com"         | leamsa  | leatsa  | leibhse   | leisan  | leathase | leinne   | leibhse   | leothasan |
| ann an | "em (dentro)" | annamsa | annadsa | annaibhse | annsan  | inntese  | annainne | annaibhse | anntasan  |
| do     | "para"        | dhomhsa | dhutsa  | dhuibhse  | dhasan  | dhise    | dhuinne  | dhuibhse  | dhaibhsan |

### Preposições afetadas com determinantes possessivos
Quando as preposições an "em" (frequentemente encontrado na forma combinada ann an)é seguido por um determinante possessivo, as duas palavras criam uma forma combinada. Isso também ocorre com ag, a forma de aig usado com substantivos verbais e a+L. Como os últimos elementos dessas formas são os determinantes possessivos, as mutações esperadas ocorrem.
| +        | +          | mo "meu" | do "seu, sg. fam." | ur "seu, sg. respect." | a "dele" | a "dela" | ar "nosso" | ur "vosso, pl." | an "deles" |
| [ann] an | "em"       | nam+L    | nad+L              | nur [n-]               | na+L     | na [h-]  | nar [n-]   | nur [n-]        | nan / nam  |
| ag       | "no/na/às" | gam+L    | gad+L              | gur [n-]               | ga+L     | ga [h-]  | gar [n-]   | gur [n-]        | gan / 'gam |
| a+L      | "para"     | am+L     | ad+L               | ur [n-]                | a+L      | a [h-]   | ar [n-]    | ur [n-]         | an / am    |

#### Formas enfáticas
As formas enfáticas de proposições flexionadas baseadas em determinantes possessivos seguem as formas enfáticas dos sufixos enfáticos com determinantes possessivos. Isto é, o sufixo é adicionado ao substantivo seguindo o determinador possessivo em vez do próprio determinador possessivo.
| +      | +          | sa                | sa                | se              | san               | se                  | ne                   | se              | san                    |
| ann an | "em"       | nam+L {subst.}-sa | nad+L {subst.}-sa | nur {subst.}-se | na+L {subst.}-san | na [h-] {subst.}-se | nar [n-] {subst.}-ne | nur {subst.}-se | nan / nam {subst.}-san |
| ag     | "no/na/às" | gam+L {subst.}-sa | gad+L {subst.}-sa | gur {subst.}-se | ga+L {subst.}-san | ga [h-] {subst.}-se | gar [n-] {subst.}-ne | gur {subst.}-se | gan / gam {subst.}-san |
| a      | "para"     | am+L {subst.}-sa  | ad+L {subst.}-sa  | ur {subst.}-se  | a+L {subst.}-san  | a [h-] {subst.}-se  | ar [n-] {subst.}-ne  | ur {subst.}-se  | an / am {subst.}-san   |

### Full reference citations
- Black, Ronald (1997). Cothrom Ionnsachaidh. Edinburgh: University of Edinburgh, Department of Celtic. ISBN 0-906981-33-6
- Calder, George (1990) [1923]. A Gaelic Grammar. Glasgow: Gairm. ISBN 978-0-901771-34-6
- Dwelly, Edward (1988) [1901–11]. The Illustrated Gaelic-English Dictionary 10th ed. Glasgow: Gairm. ISBN 978-1-871901-28-3
- Gillies, H. Cameron (2006) [1896]. Elements of Gaelic Grammar. Vancouver: Global Language Press. ISBN 978-1-897367-00-1
- Lamb, William (2008). Scottish Gaelic Speech and Writing: Register Variation in an Endangered Language. Belfast: Cló Ollscoil na Banríona. ISBN 0853898952
- Lewis, Henry; Holger Pedersen (1989). A Concise Comparative Celtic Grammar 3rd ed. Göttingen: Vandenhoeck & Ruprecht. ISBN 3-525-26102-0
- Macaulay, Donald (1992). The Celtic Languages. Cambridge: Cambridge University Press. ISBN 0-521-23127-2
- Mark, Colin (2006). Gaelic Verbs: Systemised and Simplified 2nd rev. ed. Glasgow: Steve Savage Publishers Limited. ISBN 978-1-904246-13-8
- Ó Maolalaigh, Roibeard; Iain MacAonghuis (1997). Scottish Gaelic in Three Months. [S.l.]: Hugo's Language Books. ISBN 978-0-85285-234-7
- Thurneysen, Rudolf (1993) [1946]. A Grammar of Old Irish. Translated by D. A. Binchy and Osborn Bergin. Dublin: Dublin Institute for Advanced Studies. ISBN 1-85500-161-6